# تاريخ مدرسة بالتمور سيتي كوليدج

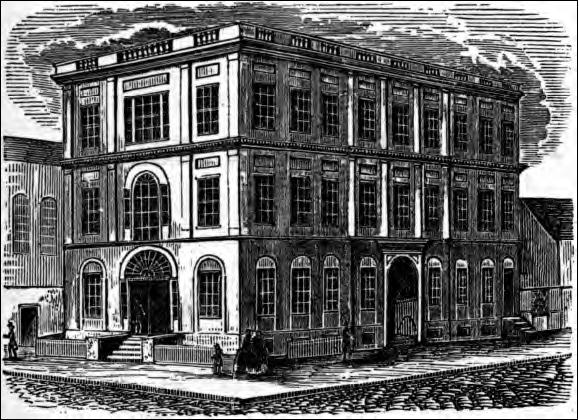
صورة لمدرسة بالتمور سيتي كوليدج رسمت عام 1869.

يبدأ تاريخ مدرسة بالتمور سيتي كوليدج في عام 1839، بعد أن أصدر مجلس المدينة التابع لمدينة بالتيمور, ماريلاند في الولايات المتحدة، قرارَ إنشاء مدرسة ثانوية للبنين تهتمُ بتدريس اللغة الإنجليزية والأدب الكلاسيكي. وافْتُتِحَتْ كلية بالتمور سيتي في نفس العام والتَحَقَ بها 46 طالبًا وكان ذلك تحت إدارة ناثان سي.بروكس، وهو معلم محلي وشاعر. وتعتبر هذه المدرسة ثالث أكبر المدارس الثانوية في البلاد. وفي عام 1850 منح مجلس المدينة للمدرسة سُلْطَة تخريخ الطلاب مع شهادة إتمامِ الدراسة. ومنذ عام 1865 بدات محاولات زيادة قوة المدرسة والسماح لها بمنح شهادة الباكلريوس في الآداب، ولكن في عام 1869 قد باءت تلك المحاولات بالفشل.
و مع تصاعد أهمية التعليم العالي في أوائل القرن العشرين، فقد اتجهت أولويات المدرسة إلى إعداد الطلاب للتعليم الجامعي. وفي عام 1927، طَرَأَتْ بعض التغيرات على النظام الأكاديمي للمدرسة، حيث قسمت فيها المناهج تبعًا لمَسارَيْنِ: المنهج الأساسي التمهيدي «ب»، والمنهج المكثف «أ».
و قد خضعت المدرسة للتغيرات الديموجرافية، بعد فصل المحكمة العليا للولايات المتحدة في قضية براون ضد اللجنة التعليمية بالمدرسة، الأمر الذي دَعى لوضع حد للتمييز العنصري. وللمرة الأولى الْتَحَقَ بالمدرسة طلاب من الزنوج في سبتمبر عام 1954, وتزايدت أعداد الطلاب بشكل ملحوظ في ستينيات ذلك القرن. وارتفع معدل تزايد أعداد الطلاب في عام 1978 مع السماح للفتيات بالتعليم.
و شهدت المعاير الأكاديمية وكذلك التسجيل بمدرسة بالتمور سيتي كوليدج (BCC), فترةَ من الضعف والتراجع خلال أواخر الثمانينيات وأوائل التسعينيات من ذلك القرن؛ حيث أُلغِيت التقسيمات «ب» و «أ» واكْتُفِيَ بتدرس مسار أكاديمي واحد فقط.
و في أواسط التسعينيات، ومع تزايد التمويل المقدم من نظام المدرسة، قد شهدت مدرسة بالتمور سيتي كوليدج نوعًا من التغير. فقام الالمسؤولون بتعيز المعاير الأكادمية من جديد، وأصبح بإمكان المدرسة في عام 1998 منح شهادة البكالوريا الدولية (IB) برنامج الدبلوما. ومع بداية الألفينات سطع نجم المدرسة من جديد. وخلال هذه الفترة اعترفت وزارة التعليم الأمريكية بالمدرسة واعتبرتها من بين المدارس ذوات الشريط الأزرق الوطني (اعترافًا بتقدم مستوى المدرسة), وأصبحت واحدة من أكثر المدارس تطورًا في الولايات المتحدة كما جاء في نيوزويك.

## السنوات الأولى
صرح مجلس المدينة التابع لمدينة بالتمور في 7 مارس عام 1839 بإنشاء مدرسة ثانوية للبنين «يجب فقط أن يُدَّرَسُ فيها أعظم الآداب الإنجليزية والأدب الكلاسيكي». ولقد شُيِدَ بناءُ في مكان عُرِفَ سابقًا باسم كورتلاند سريت ويُعرِفُ الآن باسم (بريستون جاردنز في سانت باول ستريت) ليكون بمثابة المدرسة الثانوية الجديدة. وفتحت المدرسة أبوابها في 20 أكتوبر عام 1839 وكان عدد الطلاب آنذاك 49 طالبًأ. واقتصر التسجيل بهذه المدرسة على طلاب بالتمور البيض الذكور، اللذين قد أتَموا المدرسة الابتدائية واجتازوا امتحان الدخول (امتحان القبول). وكان على الطلاب المسَجَلين أن يختاروا ما بين دراسة الأدب الكلاسيكي أو دراسة الأدب الإنجليزي. وكان الأستاذ الوحيد لكلا الفرعين هو المعلم والشاعر ناثان سي. بروكس، وكان من مدراء المدرسة أيضًا. وللتوفيق بين المسارين، قام بروكس بتقسيم اليوم الدراسي إلى فترتين من الساعة 9 صباحًا وحتى 12 ظهرًا، ومن 2 مساءً وحتى 5مساءً. وخلال الفترة الصباحية يدرس الطلاب إما الأدب الإنجليزي أو الكلاسيكي، ولكن الفترة المسائية فقد خُصِصَتْ لتدريس الأدب الإنجليزي.
وفي السنوات الثلاث الأولى، تعددت الأماكن التي وجدت فيها المدرسة، وكان ذلك قبل أن تعود لمكانها الأصلي في كورتلاند ستريت.و خصص مجلس المدينة في عام 1843 مبلغ وقدره 23000$ لبناء المدرسة في القسم الشمالي الغربي لشوارع فايت وهوليداي. وكان البناءُ في العهد السابق مُعَدًا لإستقبال المناسبات الاجتماعية لنخبة بالتيمور، وبناهه في عام 1797 المهندسان المعمارييان روبرت كاري لونج ونيكولاس رودجرز، وو لتكن موقع أول مكتبة خاصة لبالتمور. وكانت المدرسة تقع على مَقْرُبةٍ من مسرح هوليداي ستريت الذي أُذيع فيه لأول مرة النشيد الوطني الأمريكي في عام 1814, وكان ذلك في أعقاب الهجوم البريطاني على بالتمور. وعلى الرغم من أن المبنى لم يُصَمم ليكون مبنًا أكادميًا، إلا أنه اسْتُخْدِمَ لذلك لمدة 30 عامًا.
و شهدت المدرسة في عام 1844 أولى المحاولات لتغير اسمها. فقد عرفت باسم «المدرسة الثانوية», وعُدِّلَ الاسم إلى «المدرسة الثانوية للبنين», وذلك لوجود مدستين للبنات هما المدرسة الثانوية الشرقية والغربية.
و في عام 1849 وبعد عقدٍ من العمل في المدرسة، استقال بروكس من منصب مدير المدرسة، التي وصل عدد طلابها إلى 232 طالبًا و 7 معلمين بدون بروكس. وخلفه في منصبه القس دكتور فرانسيس جي. ووترز، والذي كان رئيسًا لواشنطن كوليدج. وفي العالم التالي أطلق مجلس المدينة على المدرسة اسم «سنترال هاي سكول» أي المدرسة الثانوية المركزية، ومنح أعضاء لجان المدارس الحكومية الحق في منح شهادات لخريجي المدرسة. ومن ممارستها للحق الممنوح إليها، أقمت المدرسة أولى حفلاتها في 1851, مستضيفةً خلالها الفيلسوف والكاتب والزعيم المدني سيفيرن واليس ليلقي خطاب ضيف الحفل وقد عزز ذلك معدل الالتحاق بالمدرسة. وذلك لأن الكلاب قد شُغِلوا بإمكانية الحصول على شهادة تثبت مستواهم التعليمي. وفي تلك السنة، لتحق بالمدرسة ما يقرب من 156 طالبًا- بزيادة قدرة 50 طالبًا.
استلزم تزايد أعداد الماتحقين إعادة تنظيم المدرسة. بتوجيه من ووترز، قُسِّمَ اليوم الدراسي إلى ثماني فترات تدوم خمس واربعين دقيقة: أربع فترات في الصباح ومثلهم بعد الظهر. بالإضافة إلى إعادة تنظيم الجدول، قسم ووترز المناهج إلى سبعة أقسام مختلفة: الأدب الراقي أو الجميل، والتاريخ، والرياضيات، والعلوم الطبيعية، والأخلاقيات أو فلسفة الأخلاق وفلسفة العقل، والعلوم السياسية، واللغات القديمة، واللغات الحديثة والموسيقى.و خُصص قسم معلم ومُنِحَ لقب «بروفيسور» أو أستاذ.

## بالتمور سيتي كوليدج
و في عام 1865 ووفقًا لتوصية مجلس المفوضين الخاص بمدارس بالتمور سيتي العامة، قامت سيتي كوليدج بعرض خطة لخمس سنوات، حيث بدأت عملية تهدف إلى رفع المدرسة إلى مستوى الكلية والسماح لها لمنح درجة التخرج.و تحقيقًا لهذه الأهداف، تم تغيير اسم المدرسة إلي «بالتمور سيتي كوليدج» (BCC) وذلك بموجب قرار مجلس المدينة الصادر في 9 أكتوبر 1866. وفي نفس العام، أوصي مجلسُ المفوضين مجلسَ المدينة بتقديم طلب سمي إلى جمعية ميريلاند العمامة لتعطي سيتي كوليدج السلطة لمنح درجة بكالوريوس في الآداب لخريجيها. ووفقا لتقريره السنوي الثامن والثلاثين لمجلس المفوضين الخاص بالمدارس العامة للبلدية ولمجلس المدينة، فإن الهدف نت تطوير المدرسة هو «لتستوعب مزايا الطلاب.... الذين من المحتمل أن يمتهنوا مهنتة التدريس لباقي حياتهم». ولذلك فقد كان من الضروري أن يشتمل التطوير على معلمين أكِّفاء ضمن أنظمة مدرسة بالتمورو لكن من مجلس المدينة لم يعتنِ بهذه التوصية، وعلى الرغم من أن اسم المدرسة قد تغير، فإن المدرسة لم ترقَ لمستوى الكلية. فمجلس المدينة لم يخفق فقط في تقديم طلبه للجمعية العامة، ولكنه فشل أيضًا في توفير طلايقة مناسبة للحفاظ على مرافق المدرسة. وفي تقريره السنوي الثالث والأربعين لمجلس المفوضين الخاص بالمدارس العامة إلى للبلدية ولمجلس المدينة، كتب رئيس مجلس المفوضين قائلا:
| تاريخ مدرسة بالتمور سيتي كوليدج | إن سبب الشعوربالحزن المستمرهو مدرسة بالتمور سيتي كوليدج, التي قد أتاحت سنويًا و على مدار السنوات الخمس عشرة الماضية, سببًا للحسرة و الندم , فهي لم تلتزم بالوعود الحماسية والمهن عظيمة الفائدة التي كانت تُطرح من وقت لأخر,و لا تزال بمثابة الصرح المنهار لأمالنا و توقعاتنا الذابلة | تاريخ مدرسة بالتمور سيتي كوليدج |

و علاوة على ذلك، فقد طالَبَ رئيس جمعية المفوضين مجلس المدينة مرة أخرى بتحسين أوضاع المدرسة، «و بذلك من الممكن أن تكون على قدم المساواة في كل النواحي مع أي مؤسسة جامعية من الدرجة الأولى», ولكن مجلس المدينة لم يتخذ أي خطوات فعلية.
و لعدم وجود أية حوافز لمواصلة الخطة الخمسية السابقة، فلم يبقة في المدرسة أية طلاب لعام دراسي تالٍ وهُجِرَت المناهج في عام 1869.

## نقل المبنى
في عام 1873 امتدت ألسنة اللهب الناشبة في مسرح هوليداي ستريت إلى مبنى المدرسة (لآسيمبلي رومز), وحينها قرر مجلس المدينة أخيرًا بناء مبنى جديد للمدرسة وما يتطلبه ذلك من نفقات. وخصص مجلس المدينة مبلغًا من المال قدره 150,000 دولارًا لبناء المبنى الجديد في هوارد ستريت ومقابلًا لسنتر ستريت. وأثناء عملية البناء انتقل سيتى كوليدج إلى مبنى مدرسة بالتمور للبنات (بالتمور فيميل كولديدج), حيث بقي هناك حتى 1 فبراير عام 1875. ولقد أُعيد طرح فكرة خطة الخمس سنوات في مدرسة البنات تلك وألغيت فكرة خطة الأربع سنوات. وأتاح ذلك الفرصة أمام الطلاب ليلتحقوا بدورات دراسية متقدمة من بينها: التفاضل و التكامل، والإقتصاد السياسي، والمنطق، ودورات لمستويات متدقمة من اللغة، وأكدت المناهج الدراسية على ذلك. ويدرس فيها الطلاب اللغة الاتينية، والفرنسية، والألمانية؛ أما اللغة اليونانية فقد كانت دراستها أمرًا اختياريًا.
و في عام 1876 أُقيمت الاحتفالات في الأكادمية المجاورة، جامعة جونز هوبكينز الجديدة، وشُيدَ العديد من الأبنية التابعة لهذه الجامعة جنبًا إلى جنب أبنية سيتي كوليدج تحت إشراف رئيسها الأول دانيال كيوت جلمان. والتحق أربعة من خريجي سيتي كوليدج بجامعة هوبكينز كجزءاً أوليًا من التعليم دون الجامعي. وفي نفس العام خضع البرنامج الأكاديمي لسيتي كوليدج للعديد من التغيرات مع عرضٍ لخطة تمتد لسنة واحدة، التي توفر فرصًا للطلاب الذين لم يتمكنوا من استكمال كامل الدراسة، لأنهم كانوا بحاجة لدخول سوق العمل. يعتمد هذا المنهج ذو السنة الواحدة على إكساب طلابه مهارات نافعة مثل: إدارة الحسابات، وعلوم الحساب التجارية، والمراسلات التجارية.
تعد جمعية بانكفورت الأدبية المنشأة في نفس العام، النشاط الإضافي واللاروتيني الأول لسيتي كوليدج. والهدف منه هو توفير منتدى نقاشي للطلاب.و المنتدي الأدبي الثاني هو جمعية كارولتون (كارولتون سوسايتي) وأُنْشِأ في عام 1878. وظهر الفريق الرياضي الأول في العاو التالي، عندما قام مجموعة من الطلاب بتنظيم فريق لاكروس (الفريق الرياضي الأول في المدارس الثانوية العامة). كان إنشاء معهد بالتيمور بوليتكنيك (بولي) في عام 1883 تطورا هامًا لبرنامج ألعاب القوى في سيتي كوليدج. وبتأسيس معهد بولي، أصبح هناك أنداد كثر لسيتي كوليدج في الأكاديميات الأخرى، خصوصًا في رياضة كرة القدم. وكانت المدارس تلتقي سنويًا في مبارايات كرة القدم منذ عام 1895. التنظيم الرسمي لبرنامج الرياضة في بالتمور سيتي كوليدج، لم يبدأ حتى عام 1895. وخلال السنوات الأولى، لعبت مدرسة سيتي كوليدج بمهارة أمام الفرق الجامعية، لأن بعض فرق المدارس الثانوية قد خسرت في ميريلاند. وتضمن جدول كرة القدم الخاص بسيتي كوليدج عام1895 كلية سانت جون، وكلية سوارثمور، والأكاديمية البحرية الأمريكية، وجامعة ماريلاند، وجامعة واشنطن.

## إعادة البناء
يتخذ مبنى سيتي كولدج شكل البناء في عصر تيودور وكذلك نمط البناء القوطي. وقام ببنائه المهندس جورج أي. فريدرك، مهندس بالتمور سيتي هول. واستمر البناء حتى عام 1829, ولكن بناء سكك حديد بالتيمور وأوهايو من محطة كامدن إلى محطة مونت رويال، أدي إلى تقويض المبنى وانهياره. وأدى الصراع السياسي لسنوات عديدة وكذلك تحول نظام المدينة إلى النظام الإصلاحي، إلى تأخير إتمام بناء المبنى الجديد. فلم يكتمل بناؤه إلا في عام 1899, وكان من تصميم المهندسين بالدوين وبنينجتون.
و في العام التالي أقامت المدرسة حفل التخرج ووكانت تلك هي المرة الوحيدة من بعدالحفل المُقام في عام 1851. وقرر طلاب السنة الأخيرة أن يستهزأوا من الكتاب الذي أعْتُمِدَ تدريسه في هذه المدرسة منذ 1869 واسمه (جرين باج). وحين وصل الخبر إلى أسماع مجلس إدارة المدرسة، وضعوا الكتاب تحت المراقبة، وعهدوا إلى المدير فرانسيس أي.سوبر بمراجعته.
و لكن الكتاب قد طُبِع بالفعل، ورفض المحررون مراجعة الطبعة السابقة وإعادة طبع الكتاب. رد من مجلس إدارة المدرسة بحجب شهادات ستة من محرري الكتاب وكذلك مدير أعمال، إضافة إلى منع المدرسة من إقامة حفل التخرج. وطُرِدَ أحد الطلاب وهو كلارنس كيتنغ باوي، والذي أصبح عضو في مجلس المدرسة في عام .1926
و في عام 1901, طرأت بعض التغيرات الجدية على منهج الدراسة. ولعل أبرزها هو هل تقليل مدة الدراسة من خمة سنوات لتصبح أربع سنوات فقط، وذلك كان على الرغم من السماح للطلاب الذين قد التحقوا بالمدرسة قبل عام 1900 من أن يستكملوا السنة الخامسة. ويُجيز المنهج الجديد للخريجين – كسابِقِهِ- التقدم لجامعة هوبكنز بدون امتحان، كما يمنح الطلاب مرونة أكثر. ومن أبرز التعديلات، أن المنهج الجديد أعطى الطالب حرية اختيار منهجه طالما تجاوز مجموع نقاطه 150 نقطه، بدلًا من أن يدرس الطلاب جميعهم المنهج ذاته.
و الهدف الواضح من هذا البرنامج هو إعداد الراغبين في الالتحاق بالجامعة إعدادًا خاصًا بسبب تصاعد الاهتمام بالتعليم الجامعي.

## «كاسيل أون ذا هيل»

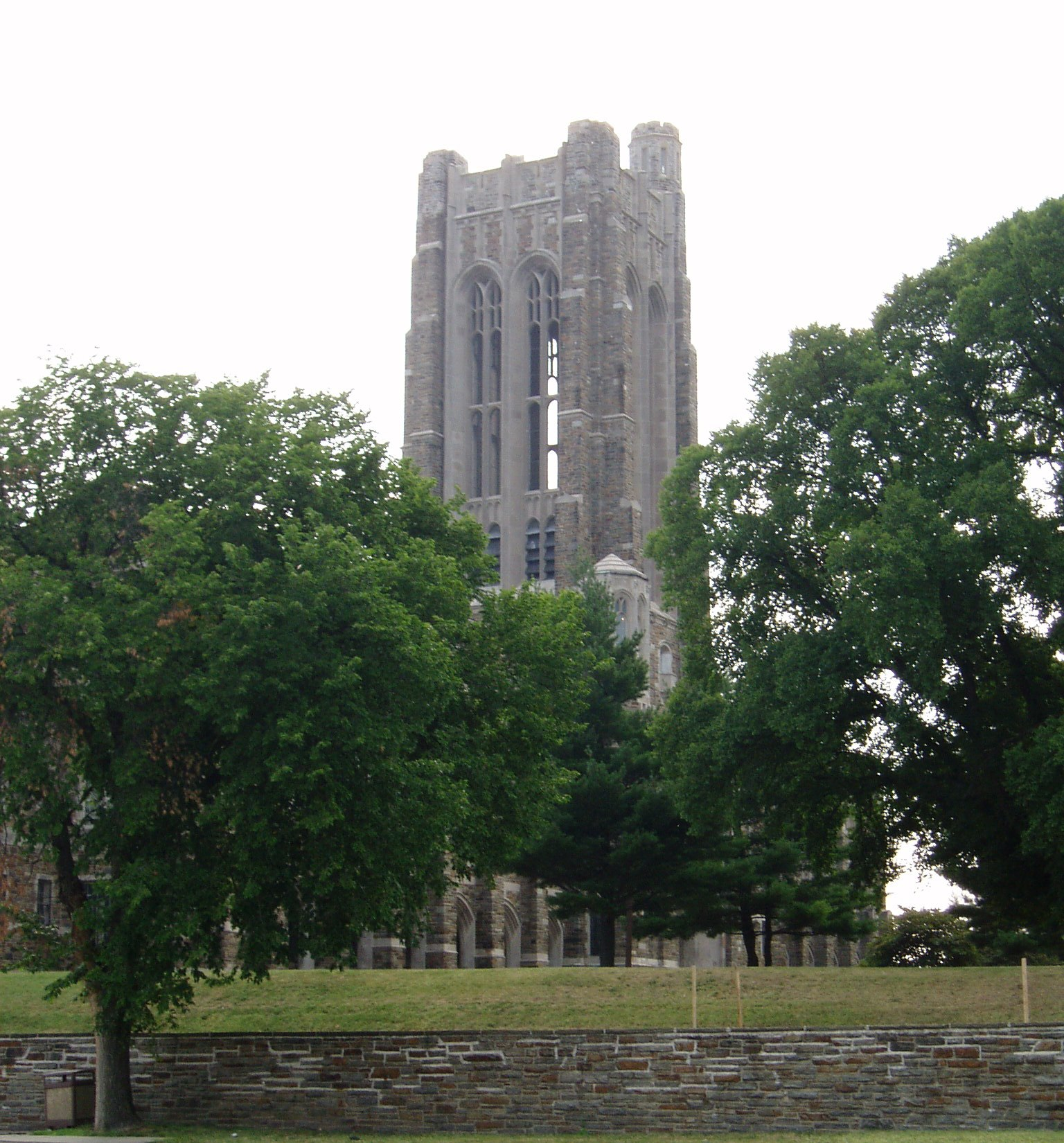
ذا كاسيل أون ذا هيل

و مع الحرب العالمية الأولى، ازداد معدل الحضور في المدرسة بسرعة ملحوظة. وافتُتح ملحق في شارع أخر للتخفيف من الاكتظاظ في مبنى شارع هوارد، لكنه لم يكن كافيًا. ولذلك قام بعض الخرجين بتشكل حملة لتوفير مبنًا مناسبًا للمدرسة. وفي عام 1926, تم التأسيس لبناء جامعة على هيئة قلعة تتبع الطراز القوطي، ومزودة بحرم جامعي تبلغ مساحته 38 فندانًا (153.681 مترًا مربعًا). وبُنِيَت القلعة على تلة في الضواحي الشمالية الشرقية في شارع 33 (من تشارلز ستريت إلى هيلين رود) وذا آلاميدا (من هارفورد رود وحتى حدود مقاطعة بالتيمور). ويتكون المبنى«كاسيل أون ذا هيل» من أربعة طوابق، ويعلوها برج يبلغ طوله 150قدم (46 م). وهذا المبنى هو من تصميم المهندسين المعماريين باكلر وفانهيجين. وبلغت كلفة البناء تقريبًا نحو 3.000.000$ ويمكنه استيعاب نحو 2.500 طالبًا. ومن الناحية المعمارية للقلعة، فإن نوافذها اتخذت شكل القوس المصنوعة من الجبس أو القصارة، ويُتَوِجُ نهاياتها العديد من الأفاريز. ونُحِتَت على بيبانها تماثيل غرغول. كما زُينت القلعة بالزجاج المعشوق، وغُطِيَت جدرانها بخشب الماهوجني. وزَيَنت الثرياأسقُف المبنى، إضافة إلى الزخارف المصنوعة من التراكوتا، والأرضيات المصنوعة من مادة التيراتسو، كما يشتمل المبنى أيضًا على فنائين كبيرين.
و قُدِّمَ «المنهج الأكاديمي المتقدم» (المنهج المكثف أ) للطلاب في عام 1927, الذي يسمح للطلاب من خلاله التقدم للعام الجامعي الثاني إبان تخرجهم من المدرسة. ويعتبر هذا المنهج الدراسي وو نظيره (المنهج «ب»), العمود الفقري للبرنامج الأكاديمي لمدرسة سيتي كوليدج لما يفوق الستون عامًا. وفي 10 إبريل لعام 1928, وبعد عملية البناء التي استغرقت عامان، افتُتِحَ المبنى الجديد للمدرسة وتهيأ لاستقبال الطلاب. ونشر طلاب المدرسة في العمام التالي الصحيفة المدرسية الأولى لسيتي كوليدج «ذا كوليدج». وأصبح نشر هذه الصحيفة أمرٌ لا غنى عنه وجزءٌ مهم في حياة طلاب المدرسة، علاوة على اكتساب الصحيفة لأهمية قومية، وذلك عند فوزهل بالمركز الثاني في مسابقةِ كانت تحت رعاية جمعية كولومبيا للصحافة المدرسية التابعة لجامعة كولومبيا. وفي الفترة ما بين 1935-1939, حصلت صحيفة «ذا كوليدج» على المرتبة الأولى.

## الحد من التمييز العنصري (توحيد الطبقات)

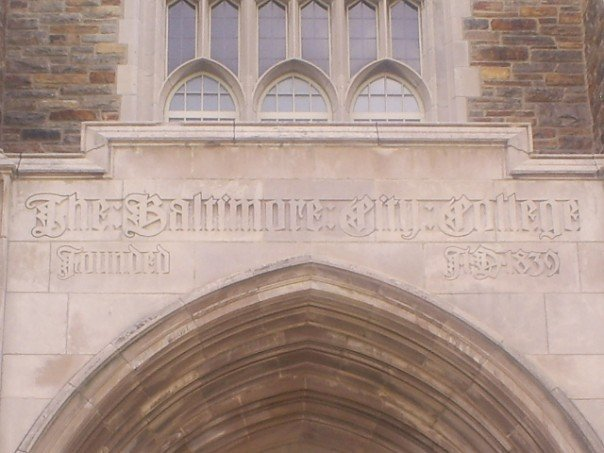
المدخل الرئيسي لمدرسة بالتمور سيتي كوليدج عام 2007.

الصورة: المدخل الرئيسي لمدرسة بالتمور سيتي كوليدج عام 2007.
و عقب أن أصدرت المحكمة العليا للولايات المتحدة حكمها الخطير بشأن قضية براون ضد المجلس التعليمي، قد أُجبِرَ مجلس المفوضين التابع لمدرسة بالتمور سيتي كوليدج على القضاء على التميز العنصري فيها والذي كان منهجها منذ عام 1860. وبالتالي، التَحَقَ بالمدرسة في سيبمتمبر عام 1954, عشرةُ طلابٍ من الزنوج ما يمثل 0.5% من العدد الإجمالي للطلبة. وبمرور عقد من الزمان في العامين 1965و 1954, ارتفع عدد الطلاب الزنوج ليصل إلى 30% من العدد الكلي.
و في عام 1956, قامت إدارة المدرسة بإرسال اثنين من الزنوج ليقوما بالتدريس في المدرسة، وهما يوجين باركر، الذي عمل بالتدريس لمدة ثلاثين عاما، وبيار ديفيس، الذي غادر بعد سنة واحدة ولكنه عاد في عام 1971 ليكون المدير الزنجي الأول لسيتي كوليدج.
و على الرغم من تزايد أعداد الزنوج الملتحقين بالمدرسة، فإن التميز العنصري كان لا يزال يُمارَسُ ضدهم. وفي عام 1964, كان لا يزال اختيار دراسة المنهج «أ» تظهر فيه صفة العنصرية والتحيز للطلاب البيض بطريقة غير متكافئة. فقد كان عدد الطلاب الزنوج المقبولين لا يتجاوز 6 طلاب، في حين أن عدد الطلاب البيض وصل إلى 110 طالبًا، كما كان ثمثيلهم ضعيفًا في منتديات الطلاب والأنشطة الإضافية (اللاروتينية).
و شَكَّلَ هذا العزل العنصري مشكلة في نظام المدرسة طيلة سيتينيات ذلك القرن. ولمعالجة هذه المشكلة، اقترح المشرف لورانس جي . باكين إعادة تنظيم جميع المدراس الثانوية في مدينة بالتمور. ودعى إلى إنشاء 13 مدرسة شاملة من شأنها توفير كلًا من التدريب المهني وبرامج الإعداد الجامعي، وإلغاء المناهج الأكادمية المكثفة من المدارس الثانوية. ولكن اقتراح باكين لَقِيَ معارضة من جهة مدراء مدرسة سيتي كوليدج وخريجيها، خشية أن يهدد هذا الاقتراح أُسس البرنامج الأكاديمي للمدرسة. واقترح وليام دونالد شيفر، أحد خريجي مدرسة سيتي كوليدج، عقد جلسة في مجلس المدينة للاستماع إلى اقتراح باكين، وقد شكل ذلك عائقًا أمام جهود باكين.
و في أواخر السبعينيات، أصابت حالة من الضعف كلًا من أعداد الطلاب والبرنامج الأكاديمي وكذلك مبنى المدرسة، وهو ما يعكس جزئيًا المشاكل الاقتصادية التي تواجهها المدرسة ككل.وفي عام 1977، خصص النظام المدرسيُ المالَ لتجديد المدرسة وتعزيز برنامج الإعداد الجامعي. وفي العام نفسه أعلن النظام المدرسي لسيتي كوليدج عزمه على جعل المدرسةَ مدرسةً مختلطة، ولكن العادات المتبعة في مجتمع أُحادي النوع (مجتمع المدرسة كان مجتمعًا ذكوريًا فقط) لم تنتهِ بسهولة. وأثار بعض الخرجين جدالًا حول مدى تفرد النظام التعليمي ذا النوع الواحد، وصوتت فرقة العمل التي تدرس الموضوع بمقدار 11-6 لصالح إبقاء المدرسة للذكور فقط كما كانت من قبل. وفي تحول مذهل، صوت مجلس المفوضين بالمدرسة بقبول البنات في المدرسة، مشيرًا إلى مخاوف دستورية بشأن المساواة في الحقوق. وفي العام التالي فُتِحَ باب القبول للبنات لأول مرة.

## في التاريخ الحديث

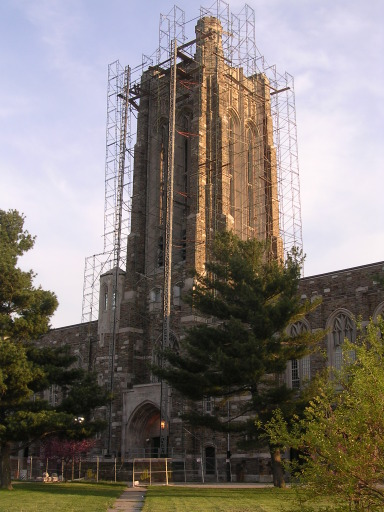
ذا كاسيل أون ذا هيل عام 2006

و في عام1990, تعرض النظام الأكاديمي للمدرسة للتدهور مرة أخرى وقل الأقبال على المدرسة. وأثارت جمعية الولايات الوسطى للمدارس والكليات تساؤلات حول قدرة المدرسة على المنهج المكثف «أ» لطلابها. وخلال فترة الضعف هذه، علّق المدير جوزيف أنتنسون تدريس هذا المنهج، معتبراً إياه منهجًا مقويًا لفكرة التمييز العنصري – وأثار باكين هذه القضية قبلَه بثلاثة عقود- وأيد أنتنسون توحيد المنهج.
وعلى الرغم من ذلك، فإن ذلك التغيير أحدث تحسنًاً طفيفًاً لمستوى المدرسة، ولذلك، قد عُيِنَ متعهدٌ خاص لأدارة المدرسة في عام 1992, وكان ذلك «جزءًاً من سياسة البدائل التعليمية» غير الناجحة والتي استمرت حوالي لأربعة عشرة شهرًاً.
وفي عام 1994, عُيِّنَ جوزيف إم. ويلسون مديرًاً لمدرسة سيتي كوليدج. واستطاع بمساعدة كل من أولياء الأمور والخرجين من تأمين المزيد من الاستثمارات والاستقلالية عن نظام المدرسة، لإعادة هيكلة المنهج الدراسي ولإدخال نظام شهادة الباكالوريا العامة (IB), وكان ذلك عام 1998.
وجذب النظام الأكاديمي الجديد اهتماماً متزايداً تجاه المدرسة. وفي عام 2000 مُيِّزَت مدرسة سيتي كوليدج من قِبَل وزارة التربية والتعليم من المدارس ذوات الشريط الأزرق القومي، وعُدَت من أفضل المدارس على مستوى البلاد. وفي العام التالي، أشارت صحيفة تورنتو ناشيونال بوست إلى تقريرً عن المهمة التي استغرقت شهرين من البحث عن المدرسة الثانوية المتميزة في بلدان عدة وهي: بريطانيا العظمى، والولايات المتحدة، وكندا. وجاء في خاتمة التقرير : «لم يفلح البحث أبدًا عن إيجاد مدرسة متميزة ومتكاملة، وعلى الرغم من ذلك، فإننا قد وجدنا القليل من المدارس المتقدمة», وكانت سيتي كوليدج من ضمنها.
., وأحرزت سيتي كوليدج مركزًا متقدمًا المدرسة بين المدارس الثانوية الأخرى على مستوى البلاد خلال تلك الفترة، حسب تقرير مجلة نيوزويك. وبعد ثلاث سنوات تقدمت لتحتل الرتبة رقم 206 في عام 2006. وكانت المتربة 258 من نصيب سيتي كوليدج عام 2007.
وبالأضافة إلى الطفرة الأكاديمية للمدرسة، شَكَّلَ مبنى المدرسة مَعلَمًاً لقيمته التاريخية والمعمارية، وكُرِّمَت سيتي أون ذا هيل عام 2003, وذلك بضمها إلى السجل الوطني للأماكن التاريخية. وتزامن ذلك مع الذكرى 75 لبناء المدرسة وحرمها إضافةً إلى مرور 165 عاماً على وجود المدرسة، وفي 24/4/2007 مُنِحَت المدرسة تمييزًاً إضافيًاً بضمها إلى قائمة معالم مدينة بالتيمور. وصرَّحت العمدة شيلا ديكسون: «أنَّ سيتي أون ذاهيل والتي تُعرف أيضًا باسم مدرسة سيتي كوليدج، تُعتبر حقًاً مَعلمًاً تاريخيًاً جديرٌ بالمحافظة عليه».
و لقد صدر عن مجلس المدينة تقريرٌ لبيان حالة مبنى المدرسة، وذلك بناءً على توصيةٍ من أعضاء المجلس نفسه، الذين تَبَيَنَ لههم أن ذلك البناء يعود إلى فترة متميزة تاريخيًا معماريًا. وقد حال إصدار هذا التقرير إمكانية التغير في الشكل الخارجي للبناء دون الرجوع لمجلس المفوضين التابع للمدينة، حفاظًا من الأخير على التراث التاريخي والمعاماري. ولكن المدرسة التي كانت مرحلة تجديدها على وشك أن تنتهي، قد وقعت ضحيةً للتخريب في العام السابق على يد مجموعة من الأطفال تتراوح أعمارهم ما بين 8 سنوات و15 عامًا. وفي صيف 2007, صَوِرَت في المدرسة بعض مشاهد الفيلم السينيمائي «ست أب2» (إنتاج عام 2008). ومثلت المشاهدة المصورة في حرم المدرسة وفي داخلها مدرسة ميريلاند للفنون المنصوص عليها في سيناريو الفيلم.
و أُثار أعضاء اتحاد خريجي مدرسة بالتمور سيتي كوليدج جدلُ في عام 2007 حول النظام الأكاديمي للمدرسة، وذلك عندما أشاروا إلى أن برنامج (IB) يحول مبلغًا كبيرة من موارد المدرسة في حين أن المستفيد من هذا البرنامج هو عددُ قليلُ من الطلاب، والبالغ عددهم حوالي 30 طالبًا من أصل 1300 طالب في مدرسة سيتي كوليدج. كما أشاروا إلى أن هذا البرنامج على قدر من الصرامة والصلابة مما لا يوفر قدرًا كافيًا من المرونة للطلاب.و بناءَ على ذلك، فقد اقترح أعضاء هذا الاتحاد إلغاء هذا البرنامج واستبداله بالمنهج المكثف «أ» وزيادة عدد الأماكن في المطروحة المناهج الدراسية المتقدمة. وأعلنت المدرسة في ديسمبر عام 2008، تبرع السيد إتش. كوربن جواتلي أحد خريجي المدرسة، الذي أسس وعمل لفترة طويلة محرِرًا لمجلة جونز هوبكز، بمبلغِ وقدره 50.000$, والذي سيستخدم لتطوير وتحديث مكتبة المدرسة. ويعتبر هذا التبرع ثاني أكبر تبرع يقدمه أحد الخريجين للمدرسة. فقد سبقه ديفيد روبنشتاين، مؤسس مجموعة كارلايل، بتقديم التبرع الأكبر على الإطلاق ويساوي 100.000$ في عام 2006.

## الملاحظات
1. 1 2 3 4 5  Steiner (1894), p.207.
2. 1 2 3  Steiner (1894), p. 209
3. 1 2 3  Steiner (1894), p. 218.
4. ↑  Board of Commissioners of Public Schools (1902), p. 79.
5. 1 2  Leonhart (1939), p. 121.
6. 1 2  Hlubb (1965), p. 51.
7. 1 2  Daneker (1988), p. 58.
8. 1 2 3  Katz-Stone، Adam (28 يناير 2000). "School boundaries". Baltimore Business Journal. مؤرشف من الأصل في 2015-07-22. اطلع عليه بتاريخ 2007-07-25.
9. 1 2 3  Ey، Craig S. (10 ديسمبر 1999). "City College shows that city schools can be good". Baltimore Business Journal. مؤرشف من الأصل في 2016-01-21. اطلع عليه بتاريخ 2007-07-25.
10. 1 2  "Blue Ribbon Schools Program: Schools Recognized 1982–1983 through 1999–2002" (PDF). وزارة التعليم الأمريكية. مؤرشف من الأصل (PDF) في 2019-04-03. اطلع عليه بتاريخ 2007-07-16.
11. 1 2  "The Top of the Class: 2007 List". MSNBC. مؤرشف من الأصل في 2007-05-24. اطلع عليه بتاريخ 2007-05-22.
12. ↑  Board of Commissioners of Public Schools (1913). 83rd Annual Report of the Board of Commissioners of Public Schools to the Mayor and City Council of Baltimore. Baltimore: Meyer & Thalheimer. ص. 4. مؤرشف من الأصل في 2020-04-27.
13. ↑  Steiner (1894), p. 208.
14. ↑  Waite، Diana S. (Winter 1996–1997). "An architectural study blurs the picture of who designed Davidge Hall". The Bulletin. ج. 81 ع. 3. مؤرشف من الأصل في 2007-09-27. اطلع عليه بتاريخ 2007-07-24.
15. ↑  "Holliday Street Theatre". Maryland Online Encyclopedia. مؤرشف من الأصل في 2016-08-21. اطلع عليه بتاريخ 2007-07-24.
16. ↑  Board of Commissioners of Public Schools (1870). 42nd Annual Report of the Board of Commissioners of Public Schools to the Mayor and City Council of Baltimore. Baltimore: Kelly, Piet, & Co. ص. 112. مؤرشف من الأصل في 2020-04-27.
17. ↑  Leonhart (1939), p. 19.
18. ↑  Steiner (1894), p. 212.
19. ↑  Steiner (1894), pp. 210–211.
20. ↑  Board of Commissioners of Public Schools (1866). 37th Annual Report of the Board of Commissioners of Public Schools to the Mayor and City Council of Baltimore. Baltimore: James Young. ص. 105–106. مؤرشف من الأصل في 2020-04-27.
21. ↑  Board of Commissioners of Public Schools (1867). 38th Annual Report of the Board of Commissioners of Public Schools to the Mayor and City Council of Baltimore. Baltimore: James Young. ص. 7. مؤرشف من الأصل في 2020-03-14.
22. 1 2  Board of Commissioners of Public Schools (1872). 43rd Annual Report of the Board of Commissioners of Public Schools to the Mayor and City Council of Baltimore. Baltimore: John Cox. ص. 9. مؤرشف من الأصل في 2020-04-27.
23. ↑  Board of Commissioners of Public Schools (1870). 41st Annual Report of the Board of Commissioners of Public Schools to the Mayor and City Council of Baltimore. Baltimore: Kelly, Piet, & Co. ص. 56. مؤرشف من الأصل في 2020-04-27.
24. ↑  Steiner (1894), p. 220.
25. ↑  Steiner (1894), p. 221.
26. ↑  Board of Commissioners of Public Schools (1875). 46th Annual Report of the Board of Commissioners of Public Schools to the Mayor and City Council of Baltimore. Baltimore: Kelly, Piet, & Co. ص. 63. مؤرشف من الأصل في 2020-03-14.
27. ↑  Board of Commissioners of Public Schools (1875). 46th Annual Report of the Board of Commissioners of Public Schools to the Mayor and City Council of Baltimore. Baltimore: Kelly, Piet, & Co. ص. 66. مؤرشف من الأصل في 2020-04-27.
28. ↑  Leonhart (1939), p. 43.
29. 1 2  Board of Commissioners of Public Schools (1877). 48th Annual Report of the Board of Commissioners of Public Schools to the Mayor and City Council of Baltimore. Baltimore: Kelly, Piet, & Co. ص. 62. مؤرشف من الأصل في 2020-04-27.
30. ↑  Fisher، Donald M. (2002). Lacrosse: A History of the Game. Baltimore: Johns Hopkins University Press. ص. 83. ISBN:978-0-8018-6938-9. مؤرشف من الأصل في 2020-04-27.
31. ↑  Leonhart (1939), p. 198
32. ↑  Leonhart (1939), p. 200.
33. ↑  "A ninety-six ton electric locomotive". Scientific American. 10 أغسطس 1895. مؤرشف من الأصل في 2018-12-15. اطلع عليه بتاريخ 2007-07-13.
34. ↑  Leonhart (1939), p. 70.
35. ↑  Leonhart (1939), p. 74.
36. ↑  Leonhart (1939), p. 237.
37. ↑  Leonhart (1939), p. 77.
38. ↑  Board of Commissioners of Public Schools (1902), p. 7.
39. ↑  Board of Commissioners of Public Schools (1902), p. 22.
40. ↑  Leonhart (1939), p. 120.
41. ↑  Leonhart (1939), pp. 123–124.
42. ↑  Leonhart (1939), p. 181.
43. ↑  Leonhart (1939), p. 126.
44. ↑  Leonhart (1939), p. 146.
45. ↑  Hlubb (1965), p. 10.
46. ↑  Daneker (1988), p. 38.
47. ↑  Hlubb (1965), p. 20.
48. ↑  Hlubb (1965), p. 34.
49. 1 2 3  "From the Old Order to the New Order–Reasons and Results, 1957–1997". Baltimore City Public School System. 2006. مؤرشف من الأصل في 2016-01-21. اطلع عليه بتاريخ 2007-07-25.
50. ↑  "The Top of the Class: 2006 List". MSNBC. مؤرشف من الأصل في 2007-12-03. اطلع عليه بتاريخ 2007-05-08. {{استشهاد ويب}}: |archive-date= / |archive-url= timestamp mismatch (مساعدة)
51. ↑  "Weekly List of Actions Taken on Properties: 6/30/03 through 7/05/03". إدارة المتنزهات الوطنية. 11 يوليو 2003. مؤرشف من الأصل في 2012-11-03. اطلع عليه بتاريخ 2007-07-23.
52. ↑  "City College Designated A Baltimore Landmark". CBS Broadcasting, Inc. 25 أبريل 2007. مؤرشف من الأصل في 2007-09-27. اطلع عليه بتاريخ 2007-05-22.
53. 1 2 3  Janis، Stephen (24 أبريل 2007). "Baltimore City College honored as official landmark". The Examiner. مؤرشف من الأصل في 2020-04-27. اطلع عليه بتاريخ 2007-05-22.
54. ↑  "Vandalism at Baltimore City College". CBS Broadcasting, Inc. 14 أغسطس 2006. مؤرشف من الأصل في 2007-09-27. اطلع عليه بتاريخ 2006-08-15.
55. ↑  ""Step Up 2" Puts Baltimore Back on Big Screen". CBS Broadcasting, Inc. 15 فبراير 2008. مؤرشف من الأصل في 2008-10-24. اطلع عليه بتاريخ 2008-02-24. [وصلة مكسورة]
56. 1 2  Neufeld، Sara (10 فبراير 2007). "Elite Program in Dispute". The Baltimore Sun. ص. Final Edition,1A. مؤرشف من الأصل في 2011-05-22. اطلع عليه بتاريخ 2007-07-30.
57. ↑  "Elite Program in Dispute". مؤرشف من الأصل في 2007-09-27. اطلع عليه بتاريخ 2008-12-04.